# 1993 na ciência

## Eventos

### Astronomia
- 24 de março - Descoberta do cometa Shoemaker-Levy 9 por Carolyn Shoemaker, Eugene Shoemaker e David H. Levy[1]
- 14 de maio - Descoberta do asteróide 6143 Pythagoras por Eric Walter Elst.[2]

## Nascimentos
| Data | Nome | Profissão | Nacionalidade | Observações | Ref |
| ---- | ---- | --------- | ------------- | ----------- | --- |

## Mortes
| Data           | Nome                    | Profissão           | Nacionalidade                   | Observações | Ref                                                  |
| -------------- | ----------------------- | ------------------- | ------------------------------- | --- | ---------------------------------------------------- |
| 3 de março     | Albert Sabin            | cientista           | Polónia                         | n. 1906 |                                                      |
| 9 de março     | Max August Zorn         | matemático          | Império Alemão / Estados Unidos | n. 1906 |                                                      |
| 17 de março    | António José Saraiva    | historiador         | Portugal                        | n. 1917 |                                                      |
| 20 de março    | Polykarp Kusch          | físico              | Império Alemão                  | n. 1911 Nobel da Física 1955 | [ 3 ]                                                |
| 15 de abril    | John Tuzo Wilson        | geólogo e geofísico | Canadá                          | n. 1908 Medalha Penrose 1968 Prémio John J. Carty 1975 Medalha Wollaston 1978 Prémio Vetlesen 1978                                                                                                | [ 4 ] [ 5 ] [ 6 ] [ 7 ]                              |
| 16 de abril    | Nikolai Petrovich Vekua | matemático          | Império Russo (Geógia)          | n. 1913 |                                                      |
| 13 de junho    | Donald Slayton          | astronauta          | Estados Unidos                  | n. 1924 |                                                      |
| 7 de agosto    | David Fleay             | naturalista         | Império Britânico (Austrália)   | n. 1907 |                                                      |
| 28 de agosto   | Edward Palmer Thompson  | historiador         | Reino Unido                     | n. 1924 |                                                      |
| 25 de setembro | Bruno Pontecorvo        | físico              | Itália                          | n. 1913 |                                                      |
| 3 de novembro  | Lev Sergeivitch Termen  | físico e inventor   | Império Russo                   | n. 1896 |                                                      |
| 12 de novembro | Alfred Ringwood         | geólogo             | Império Britânico (Austrália)   | m. 1930 Medalha William Bowie 1974 Medalha Arthur L. Day 1974 Medalha Wollaston 1988 Prêmio Antonio Feltrinelli 1991 Prémio V. M. Goldschmidt 1991 Medalha Clarke 1992 Medalha Harry H. Hess 1993 | [ 8 ] [ 9 ] [ 10 ] [ 6 ] [ 11 ] [ 12 ] [ 13 ] [ 14 ] |
| 21 de novembro | Bruno Rossi             | físico              | Itália                          | n. 1905 Medalha Matteucci 1991 | [ 15 ]                                               |
| 5 de dezembro  | Robert Ochsenfeld       | físico              | Império Alemão                  | n. 1901 |                                                      |
| 7 de dezembro  | Wolfgang Paul           | físico              | Alemanha                        | n. 1913 Nobel da Física 1989 | [ 3 ]                                                |
| 12 de dezembro | W. Edwards Deming       | estatístico         | Estados Unidos                  | n. 1900 |                                                      |
| 14 de dezembro | Aristides Pacheco Leão  | neurologista        | Brasil                          | n. 1914 |                                                      |
| 25 de dezembro | Pierre Victor Auger     | físico              | França                          | n. 1889 |                                                      |
| 30 de dezembro | Giuseppe Occhialini     | físico              | Itália                          | n. 1907 |                                                      |

## Prémios

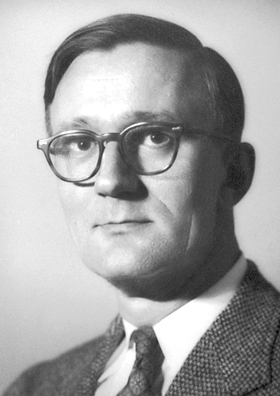
Polykarp Kusch
(1911 - 1993)

Medalha Albert Einstein
- Max Flückiger[16] e Adolf Meichle[16]

Medalha Alexander Graham Bell IEEE
- Donald Cox[17]

Medalha Arthur L. Day
- Hugh P. Taylor, Jr.[10]

Medalha Bigsby
- Julian Anthony Pearce[18]

Medalha Bingham
- Daniel Joseph

Medalha Bruce
- Martin Rees[19]

Medalha do Centenário
- Thomas H. Clark[20]

Medalha Charles A. Whitten
- Kurt Lambeck[21]

Medalha Clarke
- Gordon C. Grigg[13]

Medalha Copley
- James Dewey Watson[22]

Medalha Davy
- Jack E Baldwin[23]

Medalha Dirac (ICTP)
- Sergio Ferrara, Daniel Freedman e Peter van Nieuwenhuizen

Medalha Guy
- ouro - George E.P. Box[25]
- prata - A.F.M. Smith[26]
- bronze - J.A. Tawn[27]

Medalha Harry H. Hess
- Alfred Ringwood[14]

Medalha Henry Marshall Tory
- Albert Litherland[28]

Medalha de Honra IEEE
- Karl Johan Åström[29]

Medalha Hughes
- George Isaak[30]

Medalha James B. Macelwane
- Michael Gurnis, David J. McComas e Margaret A. Tolbert

Medalha Jason A. Hannah
- Angus G. McLaren e Pauline M.H. Mazumdar

Medalha John Adam Fleming
- Alexander J. Dessler[33]

Medalha John Fritz
- Gordon Moore[34]

Medalha Lavoisier (SCF)
- W. Hess,[35] A. Lattes,[35] E. Maréchal,[35] E. Papirer[35] e L.-A. Plaquette[35]

Medalha Leonard
- Robert M. Walker[36]

Medalha Logan
- Petr Černý[37]

Medalha Lyell
- Michael Robert Leeder[38]

Medalha Maurice Ewing
- Kirk Bryan[39]

Medalha Max Planck
- Kurt Binder[40]

Medalha Memorial Rutherford
- John W. Hepburn[41]

Medalha McLaughlin
- Michel Chrétien[42]

Medalha McNeil
- Sid Katz[43]

Medalha Murchison
- Anthony Brian Watts[44]

Medalha Nacional de Ciências
- Daniel Nathans, Salome G. Waelsch, Donald James Cram, Norman Hackerman, Alfred Yi Cho, Martin Kruskal, Val Logsdon Fitch , Vera Rubin

Medalha Oersted
- Hans Bethe[46]

Medalha de Ouro Lomonossov
- Dmitry Likhachov e John Kenneth Galbraith

Medalha de Ouro da Royal Astronomical Society
- Peter Goldreich e Donald Lynden-Bell

Medalha Penrose
- Alfred G. Fischer[4]

Medalha Priestley
- Robert W. Parry[49]

Medalha Real
- Rodney Hill,[50] Horace Barlow[50] e Volker Heine[50]

Medalha Roebling
- Brian Harold Mason[51]

Medalha Roger Revelle
- Syukuro Manabe[52]

Medalha Rutherford
- Roy Kerr[53]

Medalha Sir John William Dawson
- Fraser Mustard[54]

Medalha Theodore von Karman
- Ronald Rivlin[55]

Medalha Thomas Ranken Lyle
- Neville Horner Fletcher[56]

Medalha Timoshenko
- John Lumley[57]

Medalha Walter H. Bucher
- Aleksey N. Khramov[58]

Medalha Willet G. Miller
- Frank C. Hawthorne[59]

Medalha William Bowie
- Irwin Shapiro[9]

Medalha Wollaston
- Samuel Epstein[6]

Prémio A.G. Huntsman
- Robert A. Berner[60]

Prémio Alfred P. Sloan Jr.
- Hidesaburō Hanafusa[61]

Prêmio Charles S. Mott
- Carlo Maria Croce[61]

Prémio Chauvenet
- David Harold Bailey[62]

Prêmio Crafoord
- W. D. Hamilton e Seymour Benzer

Prémio Enrico Fermi
- Liane Russell e Freeman Dyson

Prémio Fermat
- Jean-Michel Coron[65]

Prémio Harvey
- Hillel Fürstenberg, Eric Kandel e Richard Zare

Prêmio Japão
- Frank Press e Kary Mullis

Prémio John L. Synge
- Israel Michael Sigal[68]

Prêmio Kettering
- Gianni Bonadonna e Bernard Fisher

Prêmio Kyoto
- Jack Kilby[69] e W. D. Hamilton[70]

Prêmio Leroy P. Steele
- George Mostow,[71] Eugene Dynkin[72] e Walter Rudin[73]

Prémio Naylor
- Michael Berry[74]

Prémio Nobel
- Física - Russell A. Hulse,[3] Joseph H. Taylor Jr.[3]
- Química - Kary B. Mullis,[75] Michael Smith[75]
- Medicina - Richard J. Roberts,[76] Phillip A. Sharp[76]

Prémio Pólya
- David Rees[77]

Prémio Prestwich
- Vail P.[78]

Prémios Princesa das Astúrias
- Amable Liñán[79]

Prémio Remsen
- Christopher Thomas Walsh[80]

Prémio V. M. Goldschmidt
- S. Ross Taylor[12]

Prêmio Vannevar Bush
- Norman Hackerman[81]

Prémio Vetlesen
- Walter Munk[7]

Prémio Willard Gibbs
- Peter Dervan[82]

Prémio Wolf de Física
- Benoît Mandelbrot[83]

Prémio Whitehead
- D. J. Benson, Peter Kronheimer e D. G. Vassiliev